# اتفاقية تمييز المتفجرات اللدنة
اتفاقية تمييز المتفجرات اللدنة بغرض كشفها هي معاهدة متعددة الأطراف لمكافحة الإرهاب الذي يهدف إلى حظر ومنع تصنيع أو تخزين المتفجرات البلاستيكية غير المميزة.

## المحتوى
إن الدولة التي تصدق على الاتفاقية وافقت على حظر تصنيع وتخزين ونقل ودخول المتفجرات اللدنة غير المميزة في أراضيها. المتفجرات اللدنة ليست محظورة بالمعاهدة ولكنه ينص أنه عندما يتم إنتاجها يتم وضع علامة على أنها كيميائية (حسب المواد المحددة في الملحق الفني للمعاهدة) الذي يمكن أن يسهل أغراض تحديد الهوية في المستقبل.
كما تنص الاتفاقية على متفجرات اللجنة الفنية الدولية التي تتألف من خبراء في تصنيع والكشف عن المتفجرات الميدانية. يمكن للجنة أن تقترح تعديلات على الملحق الفني للمعاهدة.

## الاستنتاج والتصديقات
اختتمت الاتفاقية في المؤتمر الدولي للايكاو بشأن قانون الجو في مونتريال في 1 مارس 1991. دخلت حيز التنفيذ في 21 يونيو 1998 بعد ان تم التصديق عليها من قبل 35 دولة.
اعتبارا من فبراير 2015 تم التصديق على الاتفاقية من قبل 152 دولة وتتكون من 151 دولة عضو في الأمم المتحدة بالإضافة إلى نييوي.